# (10789) Mikeread
(10789) Mikeread est un astéroïde de la ceinture principale.

## Description
(10789) Mikeread est un astéroïde de la ceinture principale. Il fut découvert le 5 novembre 1991 à Kitt Peak par le projet Spacewatch. Il présente une orbite caractérisée par un demi-grand axe de 2,91 UA, une excentricité de 0,09 et une inclinaison de 2,2° par rapport à l'écliptique.

## Compléments